# Stichelton
Le Stichelton (prononcer le 'ch' comme un 'k') est un fromage à pâte persillée anglais fabriqué avec du lait de vache. Il est semblable au Stilton mais contrairement à ce dernier (dont le cahier des charges exige du lait pasteurisé), il est fabriqué avec du lait cru et de la présure non industrielle. Le lait provient de vaches Holstein. La présure provient d'estomac de veau et le fromage est moulé et lissé à la main. Le nom Stilton ne pouvant être légalement utilisé pour nommer ce fromage, l'ancien nom du village, Stichelton, trouvé dans le Domesday Book de Guillaume le Conquérant (Stichiltone/Sticiltone), a été choisi.

## Source de la traduction
- (en) Cet article est partiellement ou en totalité issu de l’article de Wikipédia en anglais intitulé « Stichelton » (voir la liste des auteurs).